# فتح‌آباد (بشرویه)
فتح‌آباد یک منطقهٔ مسکونی در ایران است که در دهستان ارسک واقع شده‌است. براساس سرشماری مرکز آمار ایران در سال ۱۳۹۵، فتح‌آباد ۳۱۷ نفر جمعیت دارد.<ref>{{یادکرد وب|نویسنده=|نشانی=https://www.amar.org.ir/سرشماری-عمومی-نفوس-و-مسکن/نتایج-سرشماری/جمعیت-به-تفکیک-تقسیمات-کشوری-سال-1395%7Cعنوان=نتایج سرشماری عمومی نفوس و مسکن ۱۳۹۵|ناشر=درگاه ملی آمار ایران|تاریخ بازبینی=۱۳ فوریه
....